# Чудова загадка гурту Korn про піратського привида
Чудова Загадка групи Korn Про Піратського Привида (англ. Korn's Groovy Pirate Ghost Mystery) — епізод 312 (№ 41) серіалу «Південний Парк», прем'єра якого відбулася 27 жовтня 1999 року.

## Сюжет
Радіостанція Саут-Парку KOZY 102.1 спонсорує концерт «Halloween Haunt», на який повинні приїхати Korn, проти чого активно виступає батько Максі. Діти чекають на Хеллоуїн, за винятком Картмана — його більше радує той факт, що залишилося всього два місяці до Різдва. Гуляючи по набережній Картмана, Стена, Кайла і Кенні розігрують п'ятикласники; Стен хоче також налякати їх чимось в помсту. Щоб розквитатися з п'ятикласниками, вони обирають викопати з могили мертву бабусю Кайла, Клео Брофловські.
Тим часом Korn їдуть в Саут-Парк на своєму «Містичному фургоні». У той час, як Джонатан грає в гру «Вгадайте, що я бачу», група зауважує на дорозі «Піратських привидів», і машина потрапляє в аварію. Тим часом, викопавши труп, хлопчики залишають його в порту, де його відразу з'їдає бездомна собака (про це вони ще не знають). У доках діти зустрічають музикантів Korn, що безцільно тиняються. Незабаром з'являється батько Максі і засуджує Korn за те, що вони з'явилися в місті. На наступний ранок цвинтарна сторожа з'являються біля будинку місіс Брофловські і повідомляють про те, що тіло бабусі Клео зникло, після чого висувають припущення, що її труп був викрадений некрофілом, перераховуючи при цьому безліч різних способів злягання з трупом.
Картман замість матері отримує посилку, в якій знаходить надувну ляльку у вигляді Антоніо Бандераса в натуральну величину з геніталіями. Незважаючи на те, що лялька очевидно є секс-іграшкою, Картман вирішує, що це заздалегідь замовлений його мамою подарунок йому на Різдво, і, надувши ляльку, в піднесеному настрої бере її з собою в місто. Діти повертаються в доки в костюмах в надії виграти конкурс на найкращий костюм, причому Кенні одягнений в костюм робота ED-209 (як і зазвичай, його обличчя не видно, але всі його легко впізнають). Діти виявляють, що труп бабусі Кайла зник, і йдуть за порадою до Korn. Ті приходять до висновку, що зникле тіло пов'язане з появою Піратських Привидів. На міській площі цвинтарна сторожа пояснює, що версія про некрофіла дуже ймовірна, але тут з'являються Піратські Привиди і наводять страху все місто. Кілька городян вибухають, а один привид обезголовлює двох, виправдовуючи слова батька Максі про злу суть свята.
Korn і діти починають розслідувати «Загадку Піратських Привидів і зниклого тіла». Після кількох невдач з'ясовується, що в появі Піратських Привидів замішаний батько Максі; він створював ілюзію їх появи за допомогою елементарних ефектів, щоб налякати всіх і змусити городян зненавидіти диявольське свято і диявольську групу Korn. Загадка зниклого трупа Клео Брофловські розгадується, коли собака перед натовпом городян зригує тіло, ціле і неушкоджене. Після арешту батька Максі «Halloween Haunt» йде як заплановано; Korn дають концерт, виконуючи «Falling Away from Me». Важке, агресивне звучання пісні вступає в сильний контраст з їх радісною поведінкою в епізоді. Хлопцям вдається помститися п'ятикласникам — поки Korn виступають, вони лякають їх трупом Клео. Містер Гаррісон віддає приз за найкращий костюм Венді; Кенні в костюмі робота ED-209 нічого не отримує і гине, коли сумно йде по місту під час титрів.

## Смерть Кенні
Під час титрів, коли Кенні йде з конкурсу в своєму костюмі робота, бурмочучи, що його чудовий костюм не отримав перший приз, крихітний Snowspeeder прилітає і пов'язує його тросом, як у фільмі  Імперія завдає удару у відповідь . Потім прилітають ще два Snowspeeder'а і добивають його, після чого труп поїдають щури.

## Цензура
- Уривок, де Картман засовує свою руку в кишечник поні, був вирізаний з версії для ТБ.
- Ерегированний пеніс надувної ляльки у вигляді Антоніо Бандераса не відображається в цензурній версії.

## Поява Korn
Альбом Korn  Issues  вийшов незабаром після показу серії і включав пісню «Falling Away from Me» з епізоду. Музиканти групи зв'язалися з авторами мультсеріалу, сказавши, що вони хочуть влаштувати прем'єрний показ їх першого синглу в «Південному парку»; в результаті епізод з виконанням цієї пісні в мультфільмі став її світовою прем'єрою. Всі музиканти Korn озвучили в серії самих себе. В епізоді зустрічаються відсилання до минулих синглів Korn — в тому числі  Blind  (лідера Піратських Привидів звуть Капітан Блайнд) і  Clown  (Філді говорить , що не виносить видовища плачучих клоунів).

## Пародії
- Сюжет, багато фраз, вчинки, а також персонажі групи Korn відсилають до мультсеріалу «Скубі-Ду». Korn намальовані в стилі Скубі-Ду, з ними разом подорожує птах на ім'я Діблет (відсилання до собаки Скубі-Ду в оригіналі), фургон Korn нагадує фургон героїв «Скубі-Ду». Крім того, при появі Korn звучить мелодія, що нагадує тему з оригіналу.
- У фільмі  Робокоп  робот ED-209, в чий костюм одягнений Кенні, виходить з-під контролю і вбиває чоловіка на ім'я Кенні. Пізніше виглядає так само робот з'являється в епізоді 604 як новий несправний телевізор Шефа.

## Факти
- Це останній хеллоуїнський спеціальний вируск до Пекла на Землі 2006. Це єдиний хеллоуїнський спеціальний випуск із запрошеними зірками. Також в останній раз тут використовується версія початкової заставки для хеллоуїнського спеціального випуска.
- Коли Картман листає каталог, там є реклама Alabama Man з Чінпокомон та набір для конструювання Містера Хенкі з Містер Хенкі, різдвяна какашка
- Венді перемагає на міському конкурсі хеллоуїнських костюмів, одягнута в той самий костюм Чубакки як і в епізоді Конюктивіт двома сезонами раніше.
- Коли хлопці йдуть на цвинтар викопувати бабусю Кайла, можна побачити на одному з надгробних каменів напис "Kenny - 1999", а на іншому перед виротою могилою "Kenny - 2000".
- В одній сцені Korn можна почути шматок пісні Скайлера "Шеллі", присвячену сестрі Стена Шеллі, з епізоду Котяча Оргія.